# Liebe ist für alle da
Liebe ist für alle da ((hr. Ljubavi ima za sve)  skraćeno Lifad) je šesti studijski album njemačkog metal sastava Rammstein, objavljen 16. listopada 2009.
Prije objavljivanja albuma, snimljen je spot za singl "Pussy",  koji je zbog eksplicitnih scena seksa objavljen isključivo na internet stranici Visit-x.

## Popis pjesama
| 1.    | »Rammlied«              | 5:19 |
| 2.    | »Ich tu dir weh«        | 5:02 |
| 3.    | »Waidmanns Heil«        | 3:33 |
| 4.    | »Haifisch«              | 3:45 |
| 5.    | »B******** (Bückstabü)« | 4:15 |
| 6.    | »Frühling in Paris«     | 4:45 |
| 7.    | »Wiener Blut«           | 3:53 |
| 8.    | »Pussy«                 | 3:57 |
| 9.    | »Liebe ist für alle da« | 3:26 |
| 10.   | »Mehr«                  | 4:09 |
| 11.   | »Roter Sand«            | 3:59 |
| 46:04 |                         |      |

| 1. | »Führe mich«                     | 4:34 |
| 2. | »Donaukinder«                    | 5:18 |
| 3. | »Halt«                           | 4:20 |
| 4. | »Roter Sand (Orchester version)« | 4:06 |
| 5. | »Liese«                          | 3:56 |

## Produkcija
- Till Lindemann – vokal
- Richard Kruspe – gitara, prateći vokal
- Paul Landers – ritam gitara, prateći vokal
- Oliver Riedel – bas-gitara
- Christoph Schneider – bubnjevi
- Christian Lorenz – klavijature